# Ulica Mohandasa Gandhiego w Łodzi
Ulica Mohandasa Gandhiego (również: Mahatmy Gandhiego) – ulica w Łodzi wytyczona w 1959 r. podczas budowy osiedla mieszkaniowego „Żubardź”.

## Nazwa ulicy
Ulicę wytyczono w 1959 r., nadając jej imię Mohandasa Gandhiego.  Nazwa upamiętnia postać Mohandasa Karamdasa Gandhiego, którego autobiografia została w tym okresie po raz pierwszy wydana w języku polskim. Obecnie używana jest równolegle nazwa Mahatmy Gandhiego.

## Zabudowa
Wzdłuż ulicy znajduje się zabudowa wielorodzinna o cechach charakterystycznych dla okresu PRL. Niektóre budynki wyposażone są w dobrze zachowane schrony, których budowa w miastach była powszechną praktyką w okresie zimnej wojny. Budynki o numerach 16, 18 i 21 zostały ozdobione muralami w pikselowo-komiksowej stylistyce. Ich autorem jest artysta podpisujący się TOPE.
Przy ul. Gandhiego znajdują się także:
- pawilon handlowy
- Przedszkole Miejskie Specjalne nr 1 (ul. Gandhiego 26, dawny budynek Państwowego Przedszkola nr 108 w Łodzi, użytkowany przez Przedszkole Miejskie Specjalne nr 1 od 1991 r.)[8]
- Zespół Państwowych Szkół Plastycznych im. Tadeusza Makowskiego w Łodzi (ul. Gandhiego 14, dawny budynek Zespołu Szkół Handlowych im. Oskara Langego w Łodzi, użytkowany przez ZPSP im. T. Makowskiego od roku szkolnego 2003/2004)[9]
- Park przy Gandhiego (utworzony w 2024 r.)[10]

## Galeria

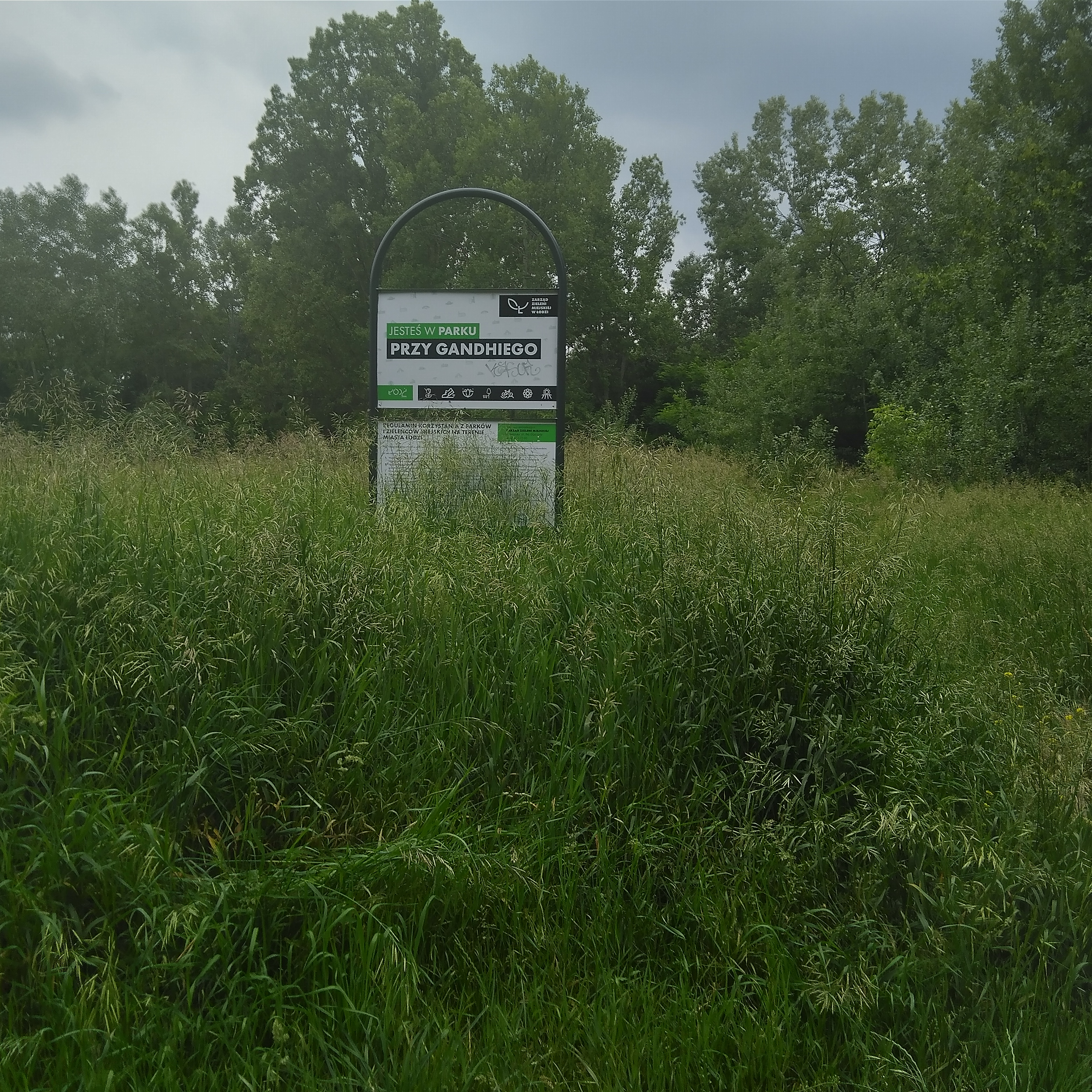
Park przy Gandhiego (2024)
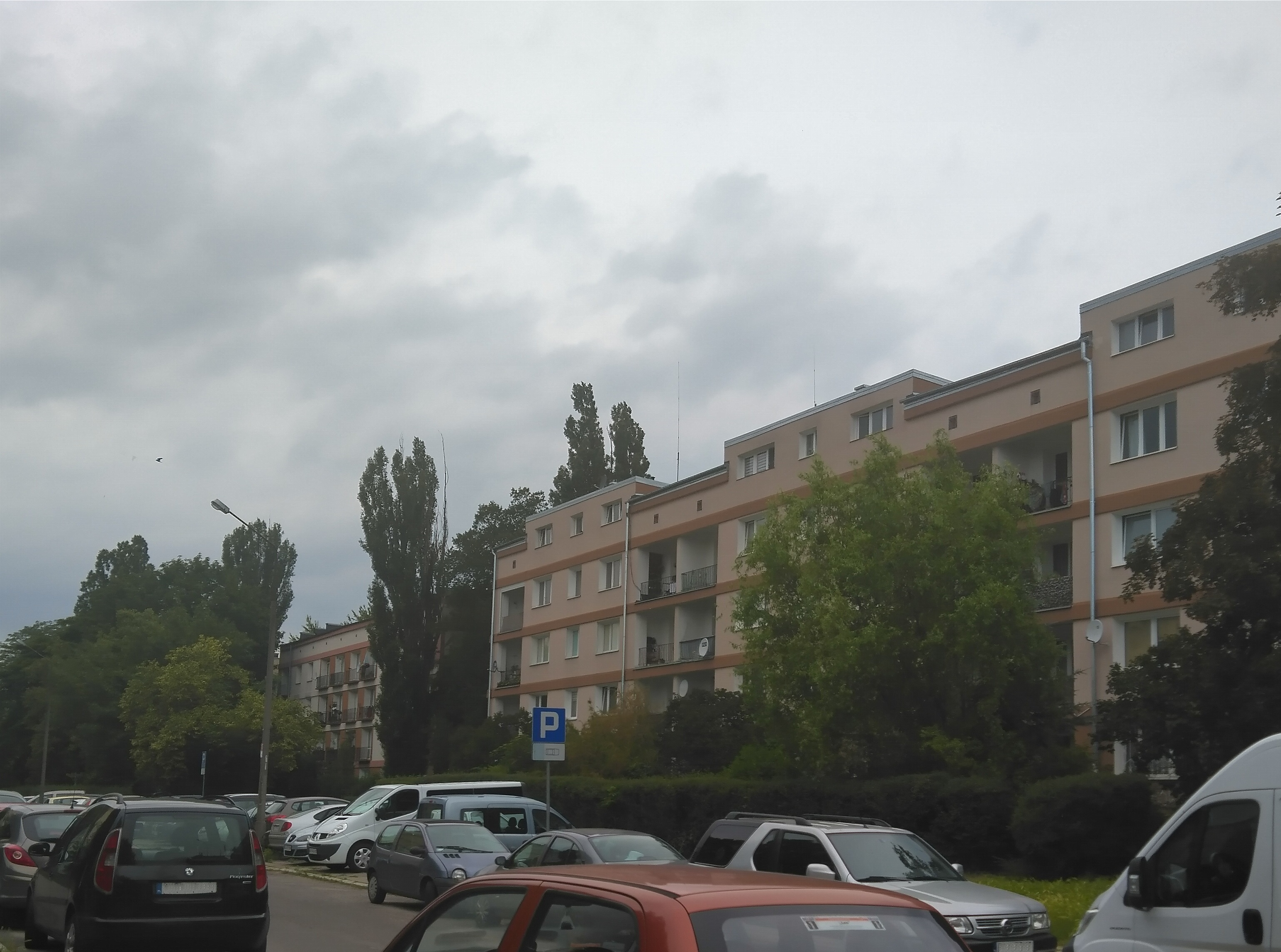
Zabudowa wielorodzinna przy ulicy Gandhiego (2024)
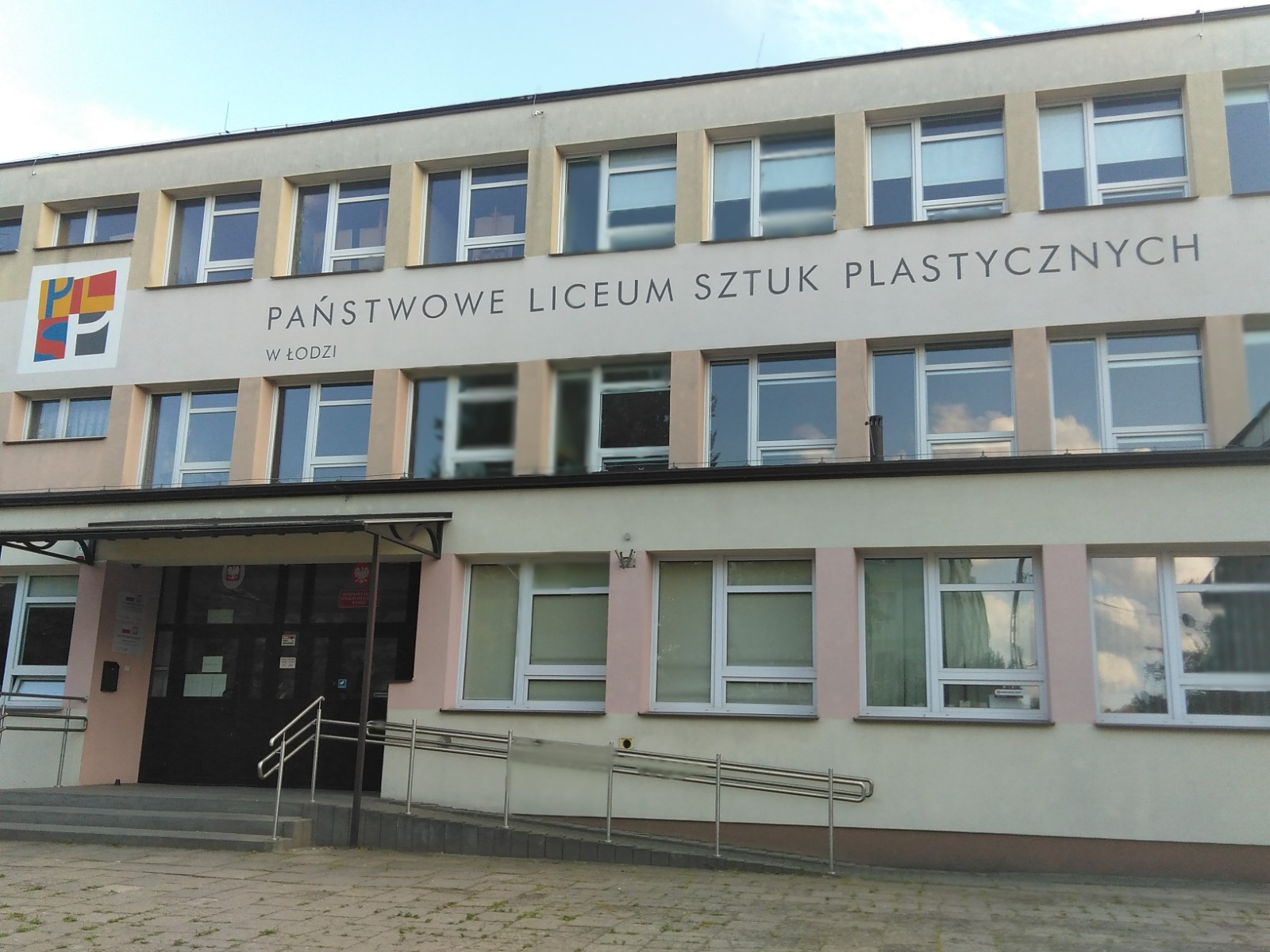
Państwowe Liceum Sztuk Plastycznych (ul. Gandhiego 14)
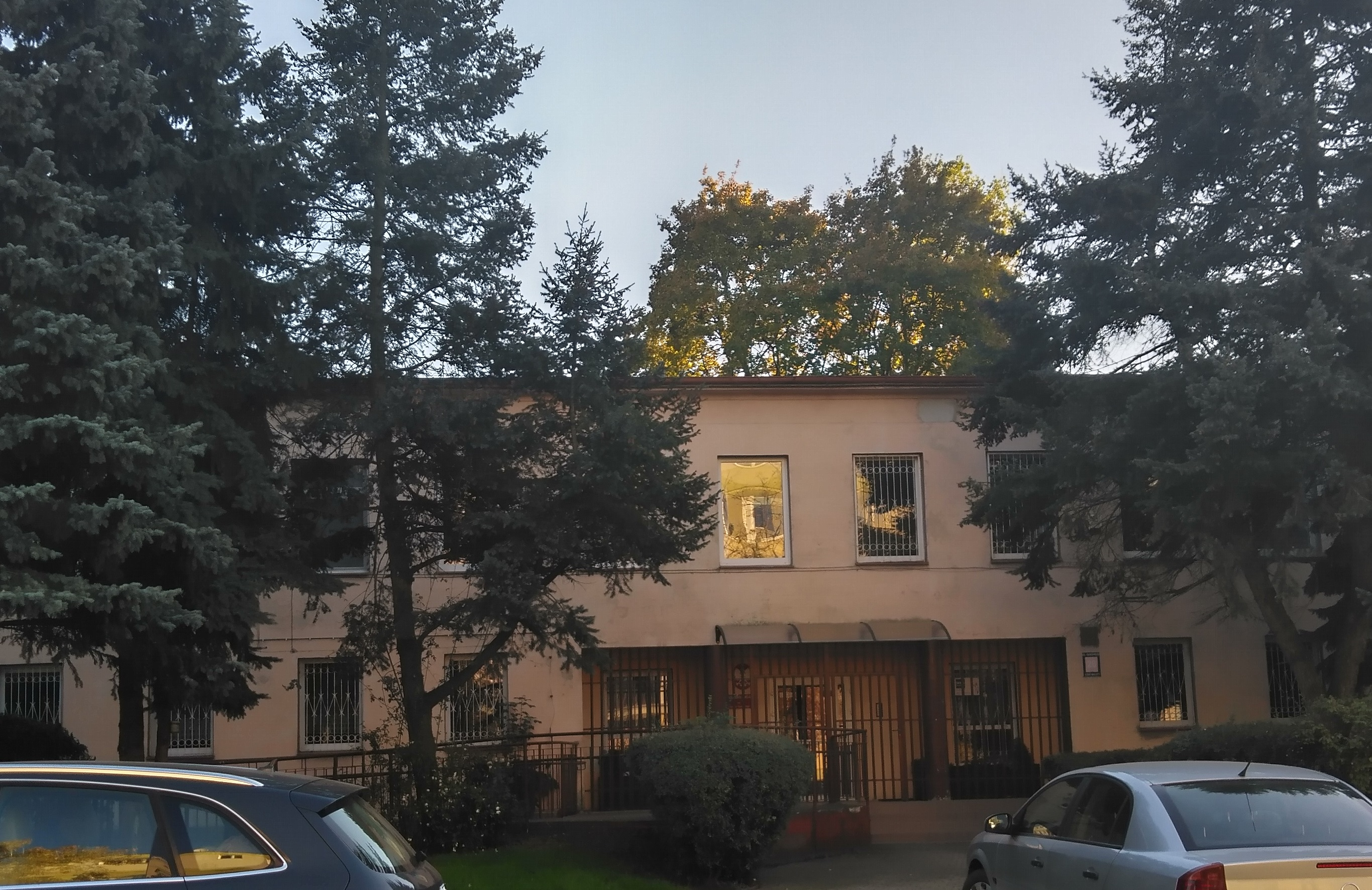
Przedszkole Miejskie Specjalne nr 1 (ul. Gandhiego 26)
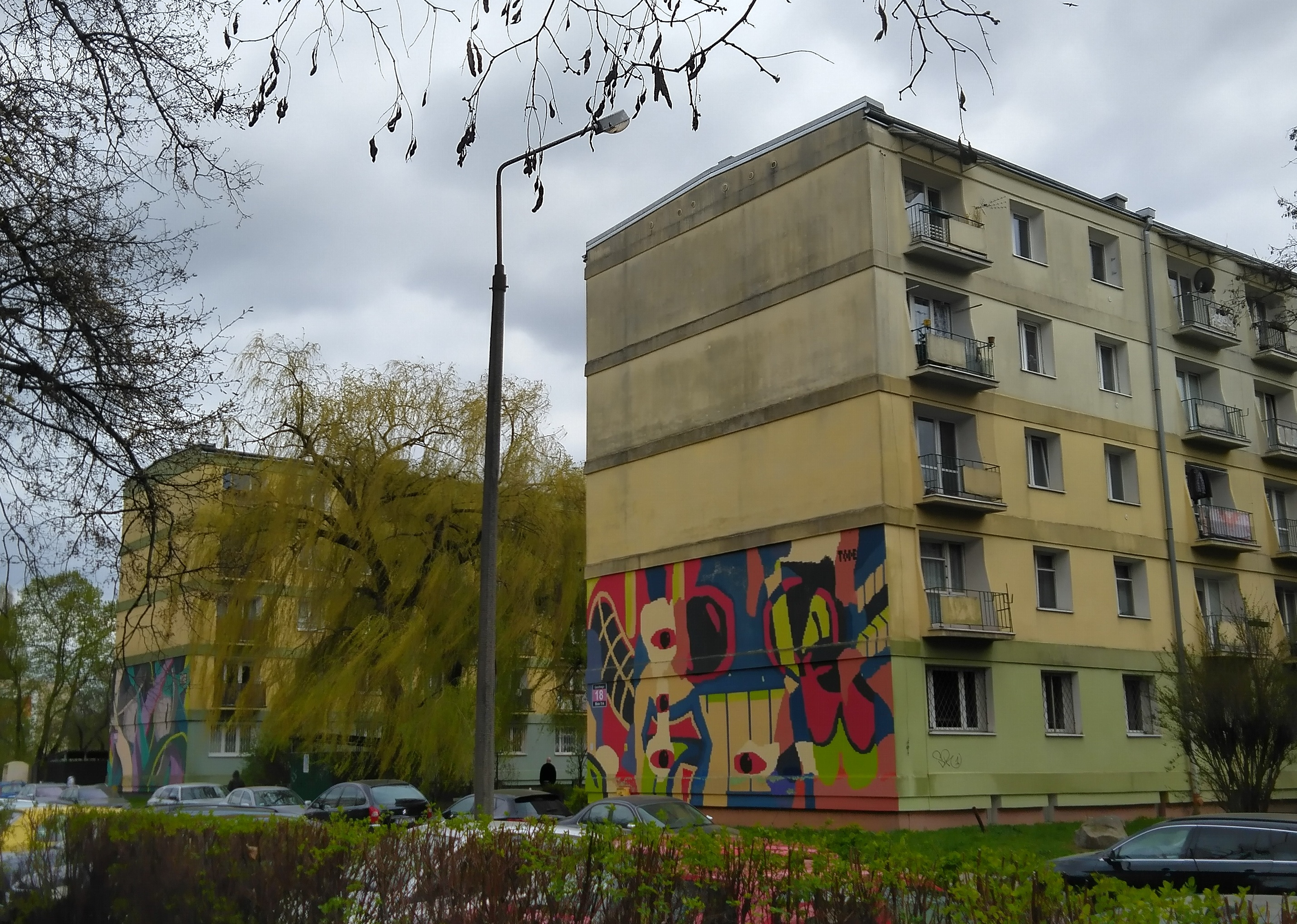
Murale na budynkach przy ul. Gandhiego 16 i 18.